# Nohely Arteaga
Nohely Arteaga  (Caracas, Venezuela, 1963. december 5. –) venezuelai színésznő.

## Élete
Nohely Arteaga 1963. december 5-én született Caracasban. Karrierjét 1983-ban kezdte. 1998-ban Raiza Rincón szerepét játszotta a Samantha című sorozatban. 2011-ben Valentina szerepét játszotta az El árbol de Gabriel című sorozatban.
Két gyermeke van: Óscar Leonardo és Hernán Elías.

## Filmográfia

### Telenovelas
- María Laura (1983) - RCTV
- Chao, Cristina (1983) - RCTV
- La Salvaje (1983) - RCTV
- Leonela (1983 - 1984) - RCTV
- Azucena (1984) - RCTV
- Topacio (1984 - 1985) - RCTV
- Atrévete (1986) - RCTV
- Tu mundo y el mío (1987) - Crustel S.A. (Argentina)
- Alma mía (1989) - RCTV
- Emperatriz (1990) - Marte Televisión
- La traidora (1991) - Marte Televisión
- Las dos Dianas (1992) - Marte Televisión
- Pedacito de cielo (1993) - Marte Televisión
- El paseo de la gracia de Dios (1993) - Marte Televisión
- Cruz de nadie (1994) - Marte Televisión
- Samantha (1998) - Venevisión
- El país de las mujeres (1998) - Venevisión
- Amantes de luna llena (2000) - Venevisión
- Nők háborúja (Guerra de mujeres, 2001) - Venevisión
- Las González (2002) - Venevisión
- Cosita rica (2003) - Venevisión
- El amor las vuelve locas (2005) - Venevisión
- Ciudad bendita (2006) - Venevisión
- Toda una dama (2008)- RCTV Internacional
- Tomasa Tequiero (2009) - Venevisión
- El árbol de Gabriel (2011) - Venevisión
- De todas maneras Rosa (2013) - Venevisión

### Filmek
- Asesino nocturno
- Borrón y cuenta nueva (2000)
- 13 segundos
- Miranda regresa (2007)
- Bloques (2008)
- Muerte en alto contraste

### Színház
- Don Gato y su Pandilla
- Todos Queremos ser Rey
- Fuego al Amor
- La pulga en la Oreja
- Se busca Viuda con Dólares
- La Gata sobre el tejado Caliente
- Locas, Trasnochadas y Melancólicas
- ... y nos seguimos Queriendo
- El Mundo de Oz
- Tío Tigre y Tío Conejo
- Pedro y el Lobo (Cuento Sinfónico)
- Lectura Dramatizada de la obra Orinoco
- A 2,50 La Cubalibre
- Palabras Encadenadas
- La Ratonera